# Sinodo dei vescovi per la regione pan-amazzonica
Il sinodo dei vescovi per la regione pan-amazzonica si è riunito in Vaticano dal 6 al 29 ottobre 2019, già annunciato nell’ottobre del 2017 dal Papa. Il sinodo è un’assemblea dei rappresentanti dell’episcopato cattolico che ha il compito, con i consigli, di aiutare il Papa nel governo della Chiesa universale; in questo caso il sinodo ha come obiettivo principale l’identificazione di nuovi percorsi per evangelizzare i popoli indigeni riconoscendoli, spesso, come figura dimenticata e minacciata, il cui futuro è incerto per causa della crisi climatica e dello sfruttamento predatorio e illegale delle risorse.

## La lotta contro le diseguaglianze sociali e ambientali
Papa Francesco, da sempre, mette al centro del suo pontificato la lotta contro le diseguaglianze e la sensibilizzazione sulle questioni climatiche a tal punto che l’Amazzonia ne è diventa il simbolo al di fuori del mondo ecclesiastico e cattolico. Dal marzo 2015, la Red Eclesial Pan Amazónica (REPAM) coordina il lavoro della Chiesa cattolica in Amazzonia, organizzando il lavoro di sacerdoti e missionari, rappresentanti della Caritas nazionale e avvocati laici, per proteggere le popolazioni indigene dell'Amazzonia e le risorse naturali della regione di esplorazione. Mette in evidenza il fatto che il popolo dell'Amazzonia è ora più che mai minacciato e ha questionato le politiche di conservazione che interessano la foresta pluviale peruviana. A Puerto Maldonado ha chiesto che le comunità indigene siano riconosciute come partner e non come minoranze invitando il popolo peruviano a porre fine alle pratiche che degradano le donne indigene e ha criticato la sterilizzazione forzata subita dalle stesse.
Nella lettera Enciclica Laudato Si' del Santo Padre del 24 maggio 2015, Papa Francesco ricorda che luoghi come l’Amazzonia, e il bacino fluviale del Congo, sono colmi di biodiversità; la loro importanza è fondamentale per il futuro del pianeta ma, nonostante questo, continuano ad essere sfruttati e distrutti per interessi economici internazionali. Si congratula con alcuni organismi internazionali e di organizzazioni della società civile che sensibilizzano le popolazioni e cooperano in modo critico, usando anche sistemi di pressione, affinché tutti possano adempiere al dovere di preservare l’ambiente e le risorse naturali del proprio Paese. 

### Il numero di cattolici in America Latina
Attraverso il sinodo vuole rilanciare l’importanza della Chiesa Cattolica in America Latina, luogo dove il cattolicesimo ha perso il primato, che si trova stretta tra i movimenti evangelici. Come si evince dai dati, l’avvento di Papa Francesco ha aumentato la fiducia nella Chiesa cattolica, ma il numero di fedeli comunque è diminuito del 13% tra il 1995 e il 2014. La fiducia nella Chiesa è superiore al 60% in tutti i Paesi latinoamericani, ad eccezione di Uruguay (48%) e Cile (44%). In base all’età, la percentuale di cattolici aumenta tra i più anziani, circa il 74%; allo stesso modo, aumenta l’affiliazione cattolica a seguito dell’aumento della scolarità, 74% tra le persone con un’istruzione superiore e 64% per chi ha un’istruzione medio-bassa. Nella sua visione geopolitica l’Amazzonia è uno spazio in cui la Chiesa deve tornare a governare anche attraverso una riconsiderazione sulle sue responsabilità storiche.

## La costruzione di una casa comune
Il Papa, attraverso il documento finale divulgato il 26 ottobre 2019 dal nome “Amazzonia: nuovi cammini per la chiesa e per un’ecologia integrale”, enuncia i passi utili per portare avanti il suo lavoro di sensibilizzazione e di evangelizzazione del territorio amazzonico, molti dei quali critici e di difficile compimento per vari motivi: il problematico accesso al territorio che rende complesso il raggiungimento delle popolazioni amazzoniche, la grande varietà di lingue parlate, la resistenza dei proprietari terrieri e l’emarginazione della figura femminile nella chiesa. 
I temi ecologici sono stati visti in una prospettiva di fede, questi fanno parte della dottrina sociale della chiesa e delle sue intime connessioni con il desiderio di giustizia che passa attraverso l’ascolto dei poveri e la promozione dei diritti umani. Per questo si è parlato anche del peccato ecologico, inteso come «un’azione o un’omissione contro Dio, il prossimo, la comunità e l’ambiente. È un peccato anche contro le generazioni future, e si manifesta in atti e abitudini di inquinamento e distruzione dell’armonia dell’ambiente, trasgressioni contro i princìpi di interdipendenza e rottura delle reti di solidarietà tra le creature e contro la virtù della giustizia».
Da qui si comprende come nel Documento finale sia stato chiesto di creare ministeri speciali per la cura della «casa comune» e la promozione dell’ecologia integrale a livello parrocchiale e in ogni giurisdizione ecclesiastica in Amazzonia. La loro funzione dovrebbe essere quella di prendersi cura del territorio e delle acque insieme alle comunità indigene. Si è anche proposto di creare un ministero di accoglienza per coloro che si sono allontanati dai loro territori andando verso le città. 
La lettura del territorio non è stata limitata alla foresta, ma ha riguardato anche le città e la vita urbana che caratterizza una buona parte della regione amazzonica. Si è constatato che lo sradicamento dai vincoli territoriali può provocare la perdita di identità e causare grave spaesamento.
Si è discusso a lungo delle migrazioni. Lo spostamento forzato di famiglie indigene, contadine, afro-discendenti e appartenenti ai popoli che vivono lungo le rive dei fiumi, espulse dai loro territori a causa di pressioni o esasperate dalla mancanza di opportunità, richiede un lavoro d’insieme nella periferia dei centri urbani. Proprio in questi contesti crescono la xenofobia, lo sfruttamento sessuale e la tratta di esseri umani. «Per questo il grido dell’Amazzonia non si leva solamente dal cuore delle foreste, ma anche dall’interno delle sue città»
Legandosi a questo discorso il Papa condanna duramente il razzismo e ogni forma di sottomissione degli indigeni; facendo riferimento alla bolla “Veritas Ipsa” del 1537, la quale condanna le tesi razziste, il Papa ribadisce la dignità della persona umana, agli indigeni e no, il loro diritto ai possedimenti e proibendo loro di essere ridotti in schiavitù.

### La Chiesa Cattolica è anche indigena
Durante il sinodo avvenuto in Perù (19 gennaio 2018), il Pontefice ha incontrato 22 popoli indigeni a Puerto Maldonado, dove Francesco ha esortato tutti a “plasmare una Chiesa con un volto amazzonico e una Chiesa con un volto indigeno”. Quest’ultima, dopo i suoi viaggi a contatto con le popolazioni indigene brasiliane, si riconosce come “Chiesa indigena”, ossia che difende i diritti, la storia, la cultura e l’identità dei popoli indigeni; per far sì che accada, la Chiesa deve far nascere e promuovere una rete cattolica in tutto il territorio amazzonico per tanto è necessario un impegno e azione attivi nella sua costruzione.

#### Critiche del mondo conservatore
Il discorso del Papa in Amazzonia ha attirato critiche da parte di gruppi conservatori, e specialmente da parte di Bill Donohue, dicendo che il viaggio in Amazzonia è stato percepito come un atteggiamento condiscendente verso le popolazioni native, la preoccupazione del conservatore la si evince con la frase “il Papa rispetta la cultura dei popoli indigeni, ma deve iniziare a riconoscere le carenze intrinseche alla loro cultura”. Il mondo conservatore è preoccupato del fatto che agli uomini sposati e più anziani, sia concesso di lavorare come sacerdoti in Amazzonia per cercare di sopperire alla carenza di queste figure.

## Celibato sacerdotale
Durante il Sinodo Panamazzonico è emersa la grave difficoltà di molte comunità amazzoniche ad accedere regolarmente all’Eucaristia e agli altri sacramenti a causa della scarsità di sacerdoti. Pur riconoscendo il valore del celibato sacerdotale, come dono per la Chiesa, i padri sinodali hanno sottolineato che non è essenziale alla natura del sacerdozio. Nel rispetto della legittima diversità ecclesiale, si è proposta la possibilità di ordinare sacerdoti uomini idonei con famiglia stabile, già diaconi permanenti, per garantire la celebrazione dei sacramenti nelle aree più isolate dell’Amazzonia.
Il Papa decise in senso contrario, anche a seguito della pubblicazione del libro Dal profondo del nostro cuore del cardinale Robert Sarah, col contributo di Benedetto XVI.

## Diaconato femminile
In tema di diaconato femminile, al termine del sinodo, Francesco istituì una commissione specifica guidata dal cardinale Giuseppe Petrocchi, che andava a sostituire una precedente commissione creata sempre da lui, ma di cui aveva giudicato deludenti le conclusioni.